# Isopterygium tisserantii
Isopterygium tisserantii är en bladmossart som beskrevs av Brotherus och Potier de la Varde 1926. Isopterygium tisserantii ingår i släktet Isopterygium och familjen Hypnaceae. Inga underarter finns listade i Catalogue of Life.